# Gefecht von Geltwil
Geltwil – Lunnern – Cormagnon und Bertigny – Airolo – Schüpfheim – Gisikon – Wollerau
Das Gefecht von Geltwil war eine bewaffnete Auseinandersetzung der eidgenössischen Truppen und Einheiten des Sonderbundes während des Sonderbundskrieges. Das Gefecht, das im Rahmen eines Vorstosses der konservativen Kantone ins Freiamt am 12. November in Geltwil stattfand, war eines der grössten, das sich während dieses Krieges ereignete. Den staatlichen Truppen der Eidgenossen, die von Guillaume Henri Dufour geführt wurden, standen Luzerner, Obwaldner und Walliser gegenüber.

## Vorgeschichte
Als die ersten Kampfhandlungen des Sonderbundkrieges begannen, entschied sich der eidgenössische Oberbefehlshaber Guillaume Henri Dufour zunächst für ein Vorgehen gegen das geographisch isolierte Freiburg; einerseits, weil diese Stadt von eidgenössischem Gebiet umgeben war und einen relativ leichten Teilerfolg erwarten liess, andererseits, um das nahe Bern als Tagsatzungsort zu entlasten und die frei werdenden Truppen gegen die östlichen Sonderbundskantone heranführen zu können. Der Sonderbund reagierte am 10. November auf die zu erwartende und bereits angelaufene Aktion gegen Freiburg mit zwei lokalen Aktionen. Die strategisch wichtige Reussbrücke bei Sins im Freiamt wurde eingenommen und teilweise zerstört, worauf sich die hier stationierte eidgenössische Wachkompanie zurückzog. In Kleindietwil in der Nähe von Langenthal überraschten 300 Mann des Sonderbunds eine ungesicherte Zürcher Einheit beim Frühstück, worauf sich 45 Mann, darunter vier Offiziere, ohne Gegenwehr ergaben.
Am 12. November, als sich die eidgenössische 1. und 2. Division in der Umgebung von Freiburg befanden und die Stadt bedrohten, unternahm der Sonderbund auf Drängen des freiburgischen Abgeordneten Ausfälle wiederum ins Freiamt. Diese vom Kriegsrat des Sonderbunds beschlossenen Aktionen erfolgten daher vor allem aus politischen Gründen, und entgegen der Meinung des sonderbündischen Oberbefehlshabers Johann Ulrich von Salis-Soglio. Neben der Entlastung für Freiburg dienten sie auch dazu, die in diesem Raum stationierte eidgenössische 4. und 5. Division voneinander zu trennen. Ausserdem versuchte der Sonderbund die politisch schwankenden Katholiken des Freiamtes und des übrigen Kantons Aargau für ihre Sache zu gewinnen. Weitere Gründe waren die Steigerung der Stimmung der sonderbündischen Truppen, die von Anfang des Konfliktes an schlecht war, und ganz allgemein Zeitgewinn, da man auf eine Intervention des Auslands zugunsten des Sonderbundes hoffte.

## Verlauf
Die Truppen des Sonderbunds marschierten am 12. November aus dem Raum Luzern in vier Kolonnen, die sich bei Muri vereinigen sollten. Sie hatten folgende Stossrichtungen:
- Die 1. Hauptkolonne unter General von Salis-Soglio trennte sich in Merenschwand in zwei Gruppen, von denen die erste einen Angriff auf Lunnern gegen die dortige Schiffsbrücke über die Reuss durchführte, die andere sich gegen Muri und Egg wandte.
- Die 2. Kolonne unter Oberst Franz von Elgger über den Lindenberg via Geltwil nach Muri.
- Die 3. Kolonne unter Oberstleutnant St-Dénis sollte über Schongau nach Muri ziehen und sich dort mit der 2. Kolonne vereinigen. Diese Aktion wurde aufgrund von Missverständnissen nicht durchgeführt.
- Die 4. Kolonne sollte die eidgenössische Führung durch Scheinangriffe im Kulmertal vom Freiamt ablenken.
- Ein weiterer Scheinangriff erfolgte vom Kanton Zug aus gegen das zürchersche Kappel.

Bei Geltwil waren zwei Kompanien eidgenössischer Truppen der 4. Division unter Oberst Eduard Ziegler zwischen Wigger und Reuss stationiert, die zur Abwehr entschlossen waren. Das kurze heftige Gefecht fand bei dichtem Nebel auf dem Dorfplatz von Geltwil statt und forderte etwa ein Dutzend Tote. Obwohl das Dorf nach hartem Kampf vom Sonderbund zunächst erobert werden konnte, entschloss sich Oberst Elgger bald zum Rückzug in den Kanton Luzern. Es war ein kurzer schneller Sieg der eidgenössischen Truppen.

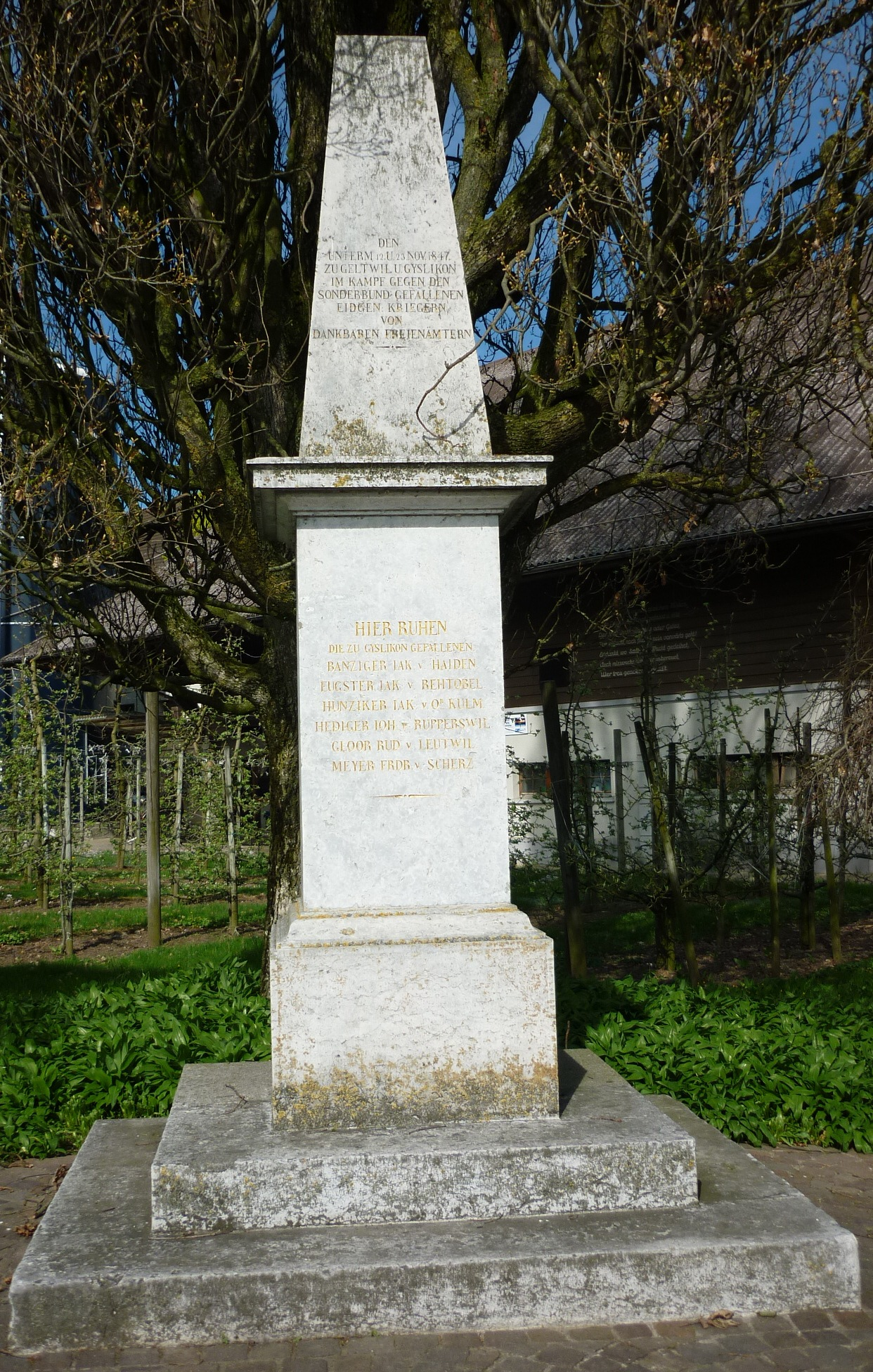
Denkmal Sonderbundskrieg

## Folgen
Nachdem alle Vorstösse ins Freiamt vollauf gescheitert waren, wurde es zunächst ruhig an der Front. Das Gefecht selbst hatte keinen kriegsentscheidenden Charakter und keine unmittelbaren Folgen, ausser dass die Moral der Sonderbundstruppen noch weiter sank. Die Hauptziele dieser Aktionen und des Gefechts, die Entlastung von Freiburg und die Trennung der nahen eidgenössischen Divisionen, waren nicht erreicht worden. Dufour liess sich von seiner Absicht, das westliche Freiburg zuerst zu neutralisieren, nicht abbringen. Er liess lediglich Truppen der 4. Division einen Tag nach dem Gefecht eine «bewaffnete Rekognoszierung» in den Kanton Luzern durchführen, die aber ohne Feindberührung verlief. General von Salis, der die Offensive ohnehin nicht gewollt hatte, zog sich mit seinen Truppen nach Gisikon zurück.
Aufgrund der grossen Truppenübermacht vor den Toren der Stadt Freiburg beantragte deren Regierung am Mittag des 13. November einen Waffenstillstand, den sie bis zum nächsten Morgen sieben Uhr erhielt. Trotzdem kam es am Nachmittag durch ein Missverständnis zu einem Gefecht bei Freiburg mit einigen Toten und vielen Verletzten. Freiburg kapitulierte am darauffolgenden Tag. Die eidgenössischen Truppen wurden daraufhin unverzüglich in Richtung Luzern in Marsch gesetzt, um diese Stadt als sonderbündischen Vorort zur Kapitulation zu bewegen, was Luzern nach dem Gefecht bei Gisikon und der Aussicht auf einen bevorstehenden Angriff am 24. November auch tat.

## Denkmal
In Erinnerung an den fast vergessenen Sonderbundskrieg und das Gefecht steht eines der wenigen erhaltenen Denkmäler im Zentrum von Geltwil. Es ist aber nicht als Denkmal geschaffen worden, sondern es handelt sich um einen Grabstein für die in Geltwil Gefallenen, der auf dem Friedhof Muri stand. Als dieser geräumt wurde, liess der Murianer Arzt Dr. Ammann, dem damals der Freudhof in Geltwil gehörte, diesen Grabstein auf seinem Land an die Strasse stellen. Der Text «Hier ruhen …» entspricht somit nicht den Tatsachen.